# Katia et Marielle Labèque
Pour les articles homonymes, voir Labèque.
Katia et Marielle Labèque, respectivement nées le 11 mars 1950 et le 6 mars 1952 à Bayonne, sont sœurs et pianistes françaises, se produisant le plus souvent en duo à deux pianos ou à quatre mains.

## Biographie

### Formation et premières tournées
Katia et Marielle Labèque sont nées à Bayonne, respectivement le 11 mars 1950 et le 6 mars 1952. Leur père médecin, sportif (rugbyman) et mélomane, fait partie du chœur de l'Opéra de Bordeaux. Leur mère, qui leur donne leurs premières leçons, est la pianiste italienne Ada Cecchi, elle-même élève de Marguerite Long. Après une formation musicale classique en piano solo dans la classe de Lucette Descaves, Katia et Marielle Labèque obtiennent chacune un premier prix du CNSM de Paris en 1968.
Formées en tant que solistes au conservatoire, elles ne s'intéressent au répertoire à quatre mains et deux pianos qu'à la fin de leurs études, à l'âge de 17 et 19 ans. À la demande du compositeur, elles enregistrent leur premier disque avec les Visions de l'Amen d'Olivier Messiaen sous sa direction artistique. Elles participent ensuite à de nombreux festivals de musique contemporaine où elles jouent des œuvres de Luciano Berio, Pierre Boulez, Philippe Boesmans, György Ligeti ou Olivier Messiaen.

### Carrière internationale
Leur carrière internationale décolle lorsqu'elles enregistrent la version originale de Rhapsody in Blue (version écrite par George Gershwin pour deux pianos), vendue à plus d’un million d’exemplaires et premier disque d'or chez le label Philips Records en 1980.
Au-delà du répertoire classique traditionnel, leur répertoire comprend aujourd’hui la musique contemporaine, le jazz, le ragtime, le flamenco, la musique minimaliste, la musique baroque sur instruments d'époque, voire la pop ou le rock expérimental.
Elles découvrent les musiques de la période baroque et de la période classique au contact de Marco Postinghel et décident de commissionner la construction de deux forte-pianos Silberman en 1998. Elles utilisent ces instruments lors des tournées avec Il Giardino Armonico sous la direction de Giovanni Antonini ou le groupe Musica Antiqua Köln sous la direction de Reinhard Goebel (commémoration de l'année Bach en l'an 2000) mais aussi avec The English Baroque Soloists sous la direction de Sir John Eliot Gardiner, puis avec l'Orchestre baroque de Venise et Andrea Marcon, et encore l'Orchestra of the Age of Enlightenment sous la direction de Sir Simon Rattle.
Durant toute leur carrière, Katia et Marielle Labèque se produisent avec les plus grandes formations mondiales (Orchestre philharmonique de Berlin, Orchestre philharmonique de Munich, Orchestre symphonique de la Radiodiffusion bavaroise, Orchestre du Gewandhaus de Leipzig, Staatskapelle de Dresde, Orchestre symphonique de Londres, Orchestre philharmonique de Londres, orchestre de la Scala de Milan, Orchestre philharmonique de Vienne, Orchestre symphonique de Boston, Orchestre symphonique de Chicago, Orchestre de Cleveland, Orchestre philharmonique de Los Angeles, Orchestre de Philadelphie) sous la direction de prestigieux chefs d'orchestre (Semyon Bychkov, Sir Colin Davis, Charles Dutoit, Sir John Eliot Gardiner, Miguel Harth-Bedoya, Paavo Järvi, Kristjan Järvi, Zubin Mehta, Seiji Ozawa, Antonio Pappano, Georges Prêtre, Sir Simon Rattle, Esa-Pekka Salonen, Leonard Slatkin et Michael Tilson Thomas) dans les salles majeures consacrées à la musique classique (Musikverein (Vienne), Musikhalle (Hambourg), Philharmonie (Munich), Carnegie Hall (Londres), Royal Festival Hall (Londres), La Scala Milan, Philharmonie (Berlin), Disney Hall (Los Angeles), Hollywood Bowl (Hollywood)), ou dans les festivals reconnus tels que Mostly Mozart (New York), Ravinia festival (Chicago), Tanglewood festival (Lenox), The Proms (Londres), Lucerne festival Suisse, Klavier Ruhr Festival (Allemagne), Festival de Salzbourg (Autriche).
Elles se produisent notamment devant 33 000 spectateurs au concert de gala de la Waldbühne Berlin (Scène, théâtre de verdure, dans la forêt berlinoise), concert de clôture donné par l'Orchestre philharmonique de Berlin, et devant plus de 100 000 spectateurs en mai 2016 au château de Schoenbrunn avec l’Orchestre philharmonique de Vienne dirigé par Semyon Bychkov retransmis dans 82 pays et regardé par un milliard et demi de téléspectateurs.
Au-delà des concerts, de nombreuses œuvres sont écrites spécialement pour elles, comme Linea pour deux pianos et percussions de Luciano Berio, Water Dances pour deux pianos de Michael Nyman, Battlefield pour deux pianos et orchestre de Richard Dubugnon, Nazareno pour deux pianos, percussions et orchestre d'Osvaldo Golijov et Gonzalo Grau, The Hague Hacking pour deux pianos et orchestre de Louis Andriessen, Capriccio de Philippe Boesmans, Concerto pour deux pianos de Philip Glass créé a Los Angeles avec Gustavo Dudamel et l'Orchestre philharmonique de Los Angeles, Concerto pour deux pianos du guitariste Bryce Dessner (membre du groupe The National), Concerto pour deux pianos de Nico Mulhy.
Katia et Marielle enrichissent le répertoire pour deux pianos et percussions d'œuvres, comme dans les années 80 avec la première version instrumentale de West Side Story, transcrite par Irwin Kostal (l'orchestrateur de l'œuvre), ou encore avec la version pour deux pianos et percussion basques du Boléro de Ravel dans les années 2010. Puis, elles créent, à la demande d’Igor Toronilalich, au King's Place de Londres en novembre 2011, le projet 50 Years of Minimalism qui leur fait aborder un nouveau répertoire, le minimalisme, avec des œuvres de John Cage, David Chalmin, William Duckworth, Arvo Pärt, Michael Nyman, Terry Riley, Steve Reich, Howard Skempton, etc.

### Production musicale
De 1970 à 1997, elles enregistrent de nombreux disques pour Erato (Warner Classics), Philips Records, EMI Classics, Sony Music Entertainment, Decca Records.
Puis, elles s'arrêtent d'enregistrer pendant dix ans avant de créer en 2007 leur propre label de musique classique KML Recording, basé en Italie. Au-delà de leurs propres disques, elles produisent de jeunes groupes de musique et musiciens dans des domaines aussi divers que le rock expérimental (B for Bang, DimensionX, Dream House, Red Velvet) ou les musiques traditionnelles (Mayte Martin, Kalakan).
Elles produisent par exemple le premier disque du trio basque Kalakan avec lequel elles collaborent de 2009 à 2016 et le présentent à leur amie Madonna en 2011, la rencontre donnant lieu par ailleurs à la participation du trio à la tournée mondiale MDNA tour 2012.
Elles créent également en 2005 la Fondazione Katia e Marielle Labeque à Rome. Cette structure a pour but de promouvoir les rapports entre musique et image, et le soutien de groupes de musique expérimentale. Leur premier projet en 2009 soutient le jeune vidéaste Tal Rosner.
En 2012, dans une ancienne école de Rome, elles montent leur propre studio d'enregistrement, le Studio KML. Dans ce lieu de rencontre et de création de tous les musiciens de la Fondazione Katia é Marielle Labeque et du label KML Recording, le premier enregistrement réalisé est le projet Minimalist Dream House.
Elles signent en juin 2016 un nouveau contrat avec le label Deutsche Grammophon pour la distribution de leur label KML Recording.

### Vie privée
Katia Labèque a pour compagnon David Chalmin (en), compositeur, chanteur et guitariste du groupe Triple Sun ainsi que producteur. Elle a vécu avec le guitariste de jazz John Mc Laughlin et fait partie de son groupe au début des années 1980.
Marielle Labèque a épousé le chef d'orchestre Semyon Bychkov en 1999.
Les deux sœurs ont longtemps vécu ensemble. Elles s'installent à Londres en 1987 près de leur agent artistique, puis, en 1993, dans un palais à Florence et, depuis 2005, vivent à Rome dans l'un des palais ayant appartenu à la famille Borgia. Marielle passe une grande partie de son temps sur la côte basque où le compagnon de Katia Labèque, David Chalmin, a également installé son studio d'enregistrement.

## Discographie

### Albums en duo
- 1969 : Olivier Messiaen, Visions de l'Amen - Pour 2 pianos
- 1970 : Bartók, Sonate pour 2 pianos et percussion
- 1972 : Rachmaninov, 24 Préludes et Suite No. 2
- 1972 : Paul Hindemith - Bohuslav Martinů
- 1979 : Marius Constant : Psyché
- 1980 : Gershwin, Rhapsody In Blue / Piano Concerto In F
- 1981 : Brahms, Les 21 danses hongroises pour piano à 4 mains
- 1982 : Scott Joplin, Gladrags
- 1983 : Liszt, Réminiscences de Don Juan
- 1984 : Rossini, Petite messe solennelle
- 1984 : Gershwin, Un Américain à Paris, Version Originale Pour Deux Pianos - Fantaisie Sur Porgy And Bess
- 1985 : Bizet, Fauré, Ravel, Jeux d'Enfants
- 1987 : Stravinsky, Petrouchka / Concerto For 2
- 1987 : Gershwin, I got Rhythm - Music for Two Pianos
- 1988 : Bernstein, Symphonic dances and songs from West Side Story
- 1990 : Love of colours
- 1990 : Dvorak, Danses slaves Op. 46 & 72
- 1991 : Encore !
- 1993 : España !
- 1994 : Tchaikovsky, Piano fantasy : music for two pianos
- 1996 : En blanc et noir - Debussy Album
- 2001 : Brahms - Tchaikovsky - Debussy (compilation)
- 2003 : Piano Fantasy (compilation - 6 CD box)
- 2006 : Maurice Ravel
- 2007 : Stravinsky / Debussy, Œuvres pour piano
- 2007 : Schubert / Mozart
- 2009 : Erik Satie
- 2010 : The New CD box
- 2011 : Gershwin-Bernstein, Rhapsody in Blue - West Side Story
- 2011 : Nazareno
- 2013 : Minimalist Dream House
- 2014 : Sisters
- 2016 : Invocations
- 2017 : Love stories
- 2018 : « Amoria »
- 2020 : Glass : "Les Enfants terribles"
- 2024 : Philip Glass/Cocteau Trilogy

### Albums avec collaborations
- 1981 : Barbara Hendricks chante Gershwin (juin 1981, Philips 416 460-2) (OCLC 658288945)
- 1984 : Prokofiev, Pierre et le loup ; Saint-Saëns, Le Carnaval des animaux - avec Jacques Higelin, récitant ; Itzhak Perlman et l'Orchestre philharmonique d'Israël, dir. Zubin Mehta (juillet 1982/juin-juillet 1983, EMI CDC 7 47139 2) (OCLC 658259471)
- 1985 : Gershwin, Rhapsody in Blue - avec l'Orchestre de Cleveland, dir. Riccardo Chailly (1985, Decca) (OCLC 465042635)
- 1985 : Bartók, Sonate pour deux pianos et percussion ; Concerto pour deux pianos, percussion et orchestre - avec Sylvio Gualda et Jean-Pierre Drouet, percussion ; l'Orchestre symphonique de Birmingham, dir. Simon Rattle (septembre 1985, EMI) (OCLC 992571048)
- 1989 : Poulenc, Concerto pour deux pianos - avec l'Orchestre symphonique de Boston, dir. Seiji Ozawa (avril/juin 1989, Philips Classics) (OCLC 800537709)
- 1989 : Mozart, Concertos pour deux pianos (K.365) et Concerto pour trois pianos (K.242) - avec l'Orchestre philharmonique de Berlin, dir. et piano Semyon Bychkov (février 1989, Decca) (OCLC 1013933184)
- 1990 : Mendelssohn et Bruch, Concertos pour deux pianos - avec l'Orchestre Philharmonia (avril 1990, Philips) (OCLC 1089623995)
- 1997 : Saint-Saëns, Le Carnaval des animaux - avec Benoît Fromanger, flûte ; Mischa Maisky, violoncelle ; Viktoria Mullova, violon ; Gary Karr, contrebasse ; et entre autres Elton John, Madonna, Paul Simon, James Taylor, Sting, Tina Turner… (RCA 74321447692) (OCLC 873665875)
- 2008 : De fuego y de Agua : Ravel, Rapsodie espagnole ; Ma mère l'Oye ; Boléro ; Stravinsky, Concerto pour deux pianos, etc. ; Debussy, En blanc et noir ; Schubert, Fantaisie en fa mineur ; Mozart, Sonate pour deux pianos, K.448 ; Satie, Trois morceaux en forme de poire ; Trois petites pièces montées, etc. ; Joan Albert Amargós, Capricho por bulerías ; Acaríciame por dentro ; Canción de amor ; Las morillas que me enamoran, etc. ; Joaquín Rodrigo, Adela ; Pastorcito santo - avec Mayte Martín, chant (2006/juin 2009, 5 CD KML Recordings 1126) (BNF 42323121)
- 2016 : Glass, Double concerto pour deux piano et orchestre - avec l'Orchestre philharmonique de Los Angeles, dir. Gustavo Dudamel (mai 2015, Orange Mountain Music)[40]
- 2016 : Summer Night Concert - avec l’Orchestre philharmonique de Vienne, dir. Semyon Bychkov (concert, 26 mai 2016, Sony Classical) (OCLC 953564308)
- 2019 : Dessner, El Chan ; Haven ; Concerto pour deux pianos - avec l'Orchestre de Paris, dir. Matthias Pintscher (juin 2018/17-19 octobre 2018/28 janvier 2019, KLM Recordings/DG) (OCLC 1091194535)

### Albums solo de Katia Labèque et avec collaborations
- 1990 : "Mediterranean" Concerto Katia Labèque en duo avec John McLaughlin
- 1995 : Little Girl Blue Katia Labèque
- 2006 : Recital Katia Labèque et Viktoria Mullova
- 2009 : Shape Of My Heart Katia Labèque
- 2018 : Moondog, Katia Labèque avec David Chalmin, Massimo Pupillo, Raphaël Séguinier, compositeur Moondog

## Filmographie
- 1990 : The Loves of Emma Bardac. Telefilm de Thomas Mowrey
- 2000 : The Italian Bach in Vienna. Concert avec Il Giardino Armonico
- 2000 : Les Larmes d'un homme. Film de Sally Potter
- 2005 : Waldbühne 2005. Concert avec l'Orchestre philharmonique de Berlin sous la direction de Sir Simon Rattle
- 2005 : I'm Going to Tell You a Secret. Documentaire sur Madonna
- 2012 : The Labeque way. Documentaire de Felix Cabez
- 2016 : Summer Night Concert. Concert avec l’Orchestre philharmonique de Vienne sous la direction de Semyon Bychkov

## Radiographie
Katia et Marielle Labèque (1/5) : "La musique était présente tous les jours, c'était très joyeux !" dans l'émission de France-Culture : Les Grands Entretiens, par Rodolphe Bruneau-Boulmier, première diffusion la semaine du 17 au 21 décembre 2018.

## Décoration
- Commandeur de l'ordre des Arts et des Lettres (2024)[41]